# 伊丽莎白蒂夫卡 (日托米尔区)
伊丽莎白蒂夫卡（烏克蘭語：Єлизаве́тівка），是烏克蘭北部日托米爾州日托米爾區科罗斯蒂希夫市镇内的村庄，始建於1801年，面積0.43平方公里，海拔高度202米，2001年人口29，人口密度每平方公里68.24人。